# 纳厄
纳厄（德語：Nahe，德語發音：[ˈnaːə] ⓘ）是德国石勒苏益格－荷尔斯泰因州的一个市镇。总面积10.37平方公里，总人口2438人，其中男性1214人，女性1224人（2011年12月31日），人口密度235人/平方公里。